# Estadio Amedée-Roy
El Estadio Amedée-Roy (en francés: Stade Amedée-Roy) es un estadio de béisbol en Sherbrooke, Quebec, al este de Canadá. Su dirección es 600 rue du Parc . Fue utilizado como sede del béisbol para los Juegos de Canadá de 2013 junto con el Estadio Julien Morin en Coaticook.
El estadio Amedée-Roy es el campo habitual de los Expos de Sherbrooke de la Liga de Béisbol Superior Élite de Quebec.
Fue la casa de Sherbrooke Athlétiques BRP de la Liga de Béisbol Élite de Quebec hasta que se trasladó a Granby después de la temporada de 2009.
Los Montreal Royales de la Liga de Béisbol canadiense jugaron su única temporada en el estadio, porque no pudieron encontrar un estadio adecuado en Montreal.
La instalación además fue el estadio de los Piratas de Sherbrooke de la Doble -A de la Liga del Este entre 1972 y 1973.